# Black Panties
Black Panties – dwunasty album wykonawcy R&B, R. Kelly’ego
Wydany został w 2013 roku przez wytwórnię RCA Records.
Album promowało osiem singli.

## Lista utworów
1. Legs Shakin (featuring Ludacris)
2. Cookie
3. Throw Money On You
4. Prelude
5. Marry the Pussy
6. You Deserve Better
7. Genius
8. All the Way (featuring Kelly Rowland)
9. My Story (featuring 2 Chainz)
10. Right Back
11. Spend That (featuring Young Jeezy)
12. Crazy Sex
13. Shut Up